# Hylaeus coloradensis
Hylaeus coloradensis là một loài Hymenoptera trong họ Colletidae. Loài này được Cockerell mô tả khoa học năm 1896.